# 愛馬仕大地
愛馬仕大地（法語：Terre d'Hermès），是法國時尚品牌愛馬仕推出的一款香水。這款香水於2006年3月推出，由當時愛馬仕的御用調香師讓-克勞德·艾列納所調製。

## 簡介
讓-克勞德·艾列納曾是愛馬仕調香大師，他表示調製出愛馬仕大地的靈感是來自法國作家讓·季奧諾，艾列納也說：“他是一個熱愛大自然的人。”
因此，愛馬仕大地的許多香味都以植物和礦物質為基礎，包括雪松、廣藿香和香根草。艾列納亦表示他決定不使用任何麝香成分，因為“麝香會在皮膚形成一層面具”，並說明不加入這個“面具”，是為了創造對每個穿香水的人而言，都是獨一無二的香味。

## 變體
愛馬仕大地最初以淡香水版本上市，並於2009年重新詮釋及推出純香精（Pure Parfum）版本，隨後是2014年的極致清新（Tres Fraiche）版本。2018年，推出了由克莉斯汀·納格爾調製的馥郁香根草（Eau Intense Vétiver）版本，強調比原版更加清新。

## 香調
愛馬仕大地是一款果香調-辛辣調-木質調的香水，前調帶有橙子、葡萄柚的果香，中調是胡椒，後調則是雪松、廣藿香、香根草。
| 愛馬仕大地香調金字塔 | 愛馬仕大地香調金字塔 | 愛馬仕大地香調金字塔 | 愛馬仕大地香調金字塔 | 愛馬仕大地香調金字塔 |
| -------------------- | -------------------- | -------------------- | -------------------- | -------------------- |
| 前調                 | 柳橙                 | 柳橙                 | 葡萄柚               | 葡萄柚               |
| 中調                 | 胡椒                 | 胡椒                 | 天竺葵               | 天竺葵               |
| 後調                 | 廣藿香               | 雪松                 | 香根草               | 安息香               |

## 評論
| Basenotes   | [ 8 ]  |
| Fragrantica | [ 9 ]  |
| 約翰路易斯  | [ 10 ] |
| 諾德斯特龍  | [ 11 ] |

愛馬仕大地獲得了評論家和大眾的普遍好評。Basenotes依據超過兩千票的平均分數，給予EDT版本4/5顆星，2009年的純香精版本則在316票中獲得平均4.5/5顆星的好評。盧卡·圖林則給予3/5顆星的評價。

## 獎項
愛馬仕大地獲得2007年菲菲獎年度奢華男士香水，以及2012年Basenotes年度最佳經典香水（男士）。愛馬仕大地亦獲得GQ頒發的各類獎項，包括“十年之選”及2009年讀者最愛香水。ShortList雜誌亦將其評選為最佳經典香水。

## 外部連結
- 在Basenotes（英语：Basenotes）的愛馬仕大地 （页面存档备份，存于）簡介
- 在Fragrantica的愛馬仕大地簡介
- 在Parfumo的愛馬仕大地 （页面存档备份，存于）簡介